# Rolf Keller (Architekt, 1930)
Rolf Emil Keller (* 28. Dezember 1930 in Zürich; † 7. Oktober 1993 in Zumikon) war ein Schweizer Architekt und gehörte der Zürcher Arbeitsgruppe für Städtebau an.

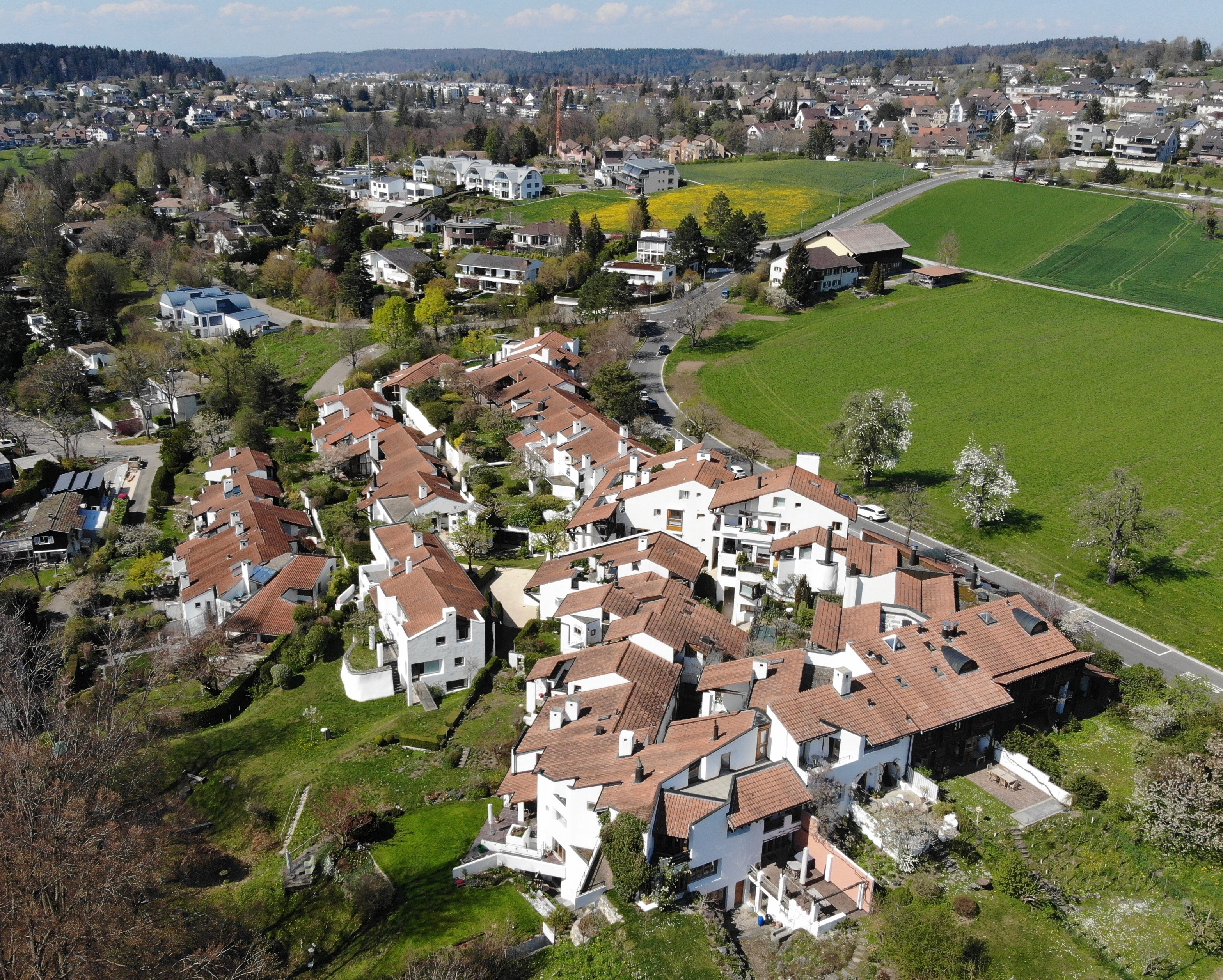
Siedlung Seldwyla

## Werdegang
Keller war Mitglied in der jungen Architektengruppe Zürcher Arbeitsgruppe für Städtebau, im Bund Schweizer Architekten und im Schweizerischen Ingenieur- und Architektenverein. Er war neben Trix Haussmann und Jakob Schilling Mitarbeiter bei Rudolf Olgiati, dessen Einfluss in seinen Bauten erkennbar ist. Wie Olgiati in seinen Flimser Häusern arbeitete Keller in der Siedlung Seldwyla auch mit wiederverwendeten Baugliedern im Versuch, die Bauten regional zu verankern und den Bruch der Moderne zu überbrücken. Die seinerzeit heftig umstrittene Siedlung ist dank konventioneller Bautechnik und pflegendem Unterhalt gut gealtert und wird heute als origineller Beitrag der zeittypischen Reaktion auf die Kritik an der baufunktionalistischen Stadt der Spätmoderne gewürdigt. Auch das zusammen mit Fritz Schwarz geplante Gemeindezentrum Mittenza in Muttenz erfreut sich so großer Wertschätzung in der Bevölkerung, dass diese 2021 den Abriss-Antrag der Gemeindebehörde verwarf und das nun denkmalgeschützte Ensemble umnutzen lässt.

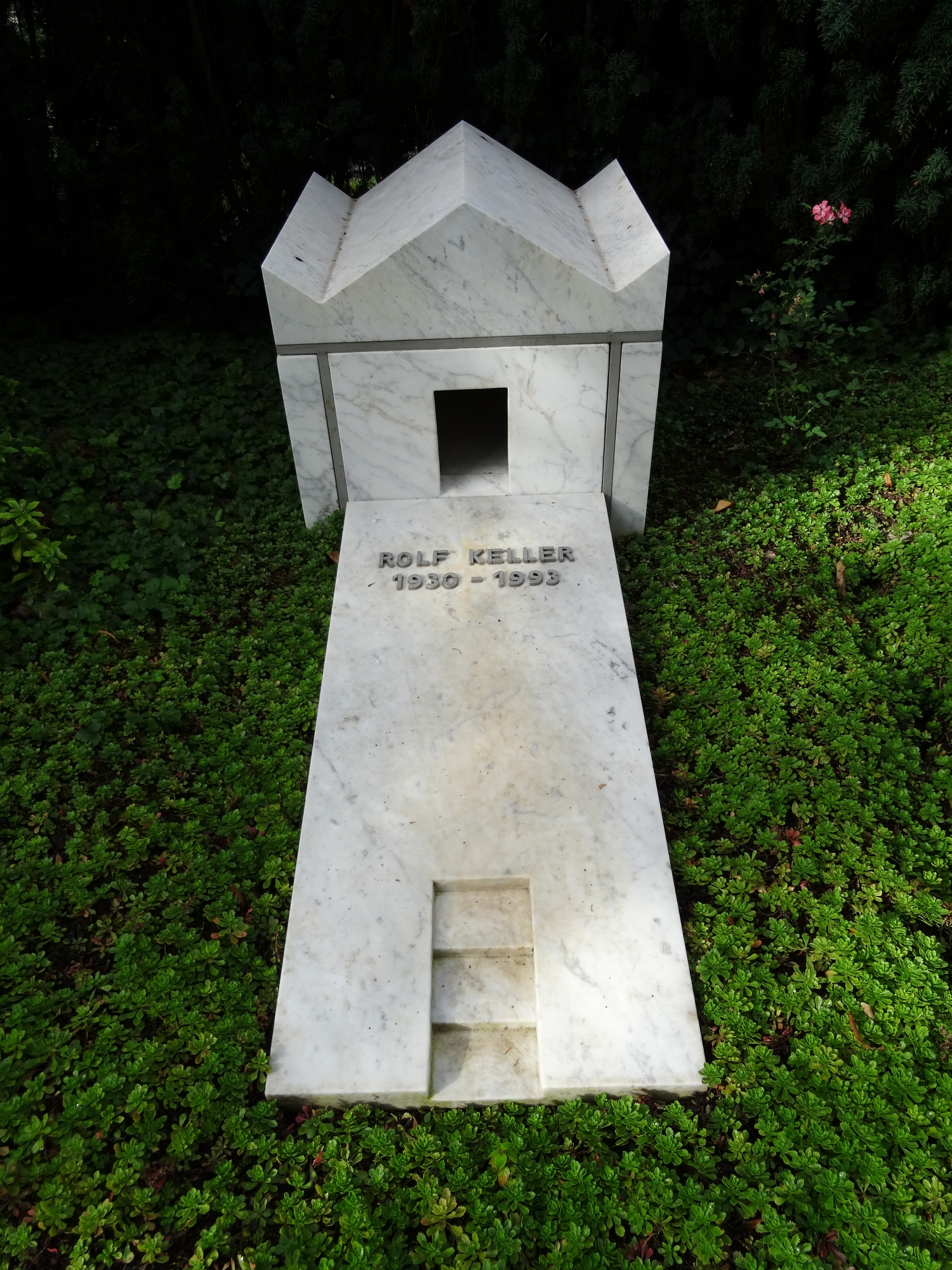
Grab, Friedhof Enzenbühl, Zürich

Rolf Keller fand seine letzte Ruhestätte auf dem Friedhof Enzenbühl in Zürich.

## Bauten

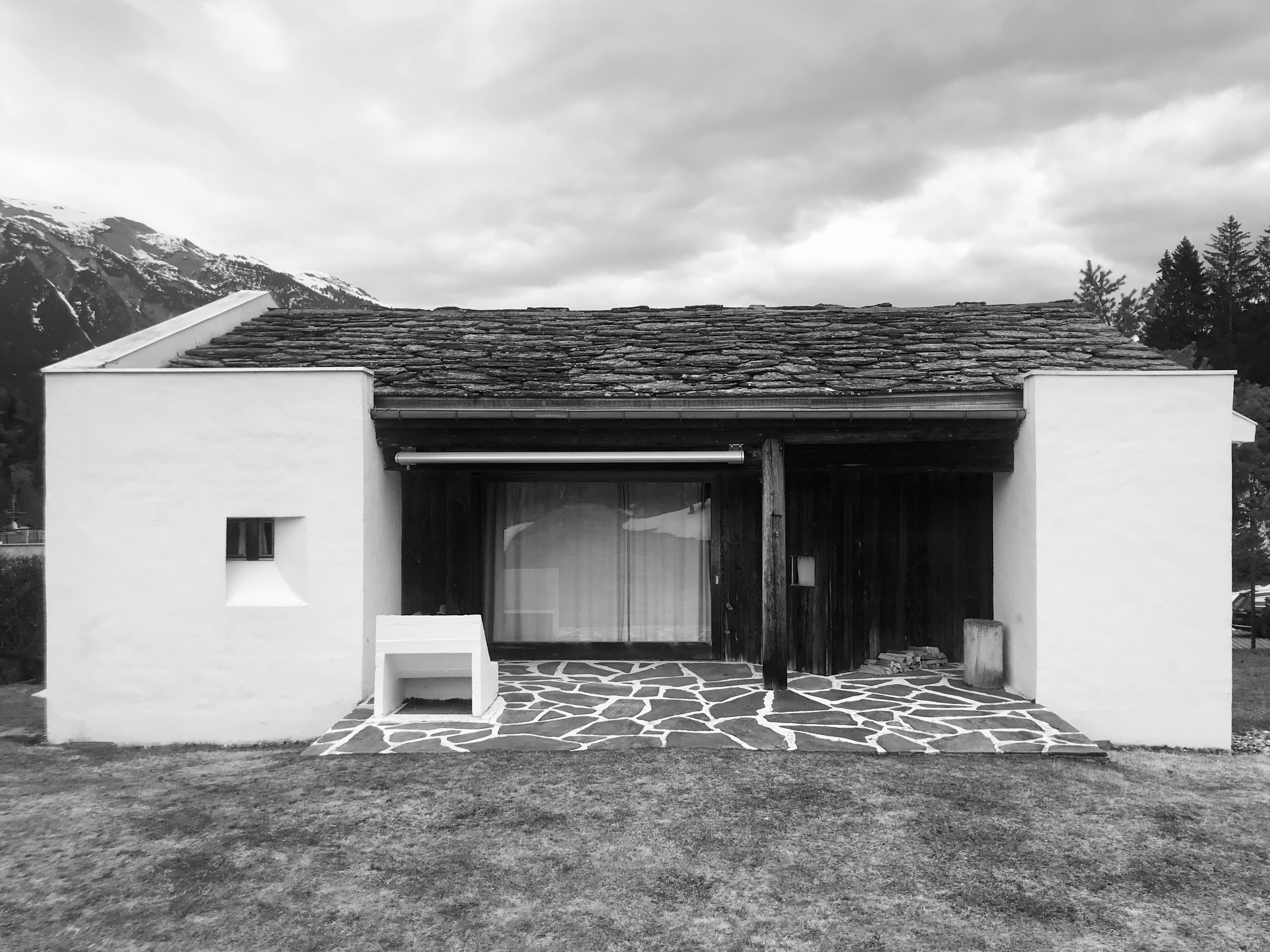
Ferienhaus, Flims

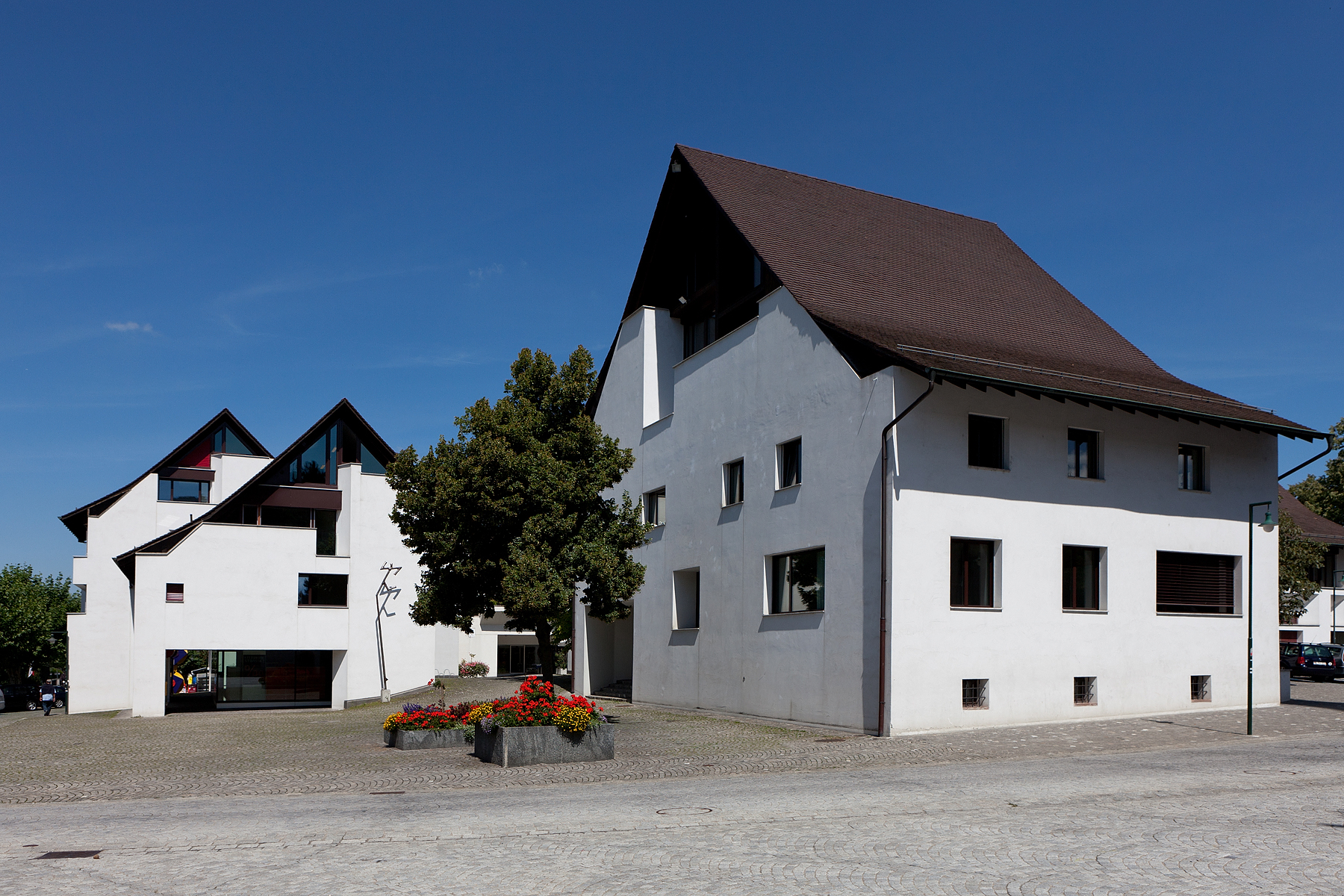
Gemeindezentrum Mittenza, Muttenz

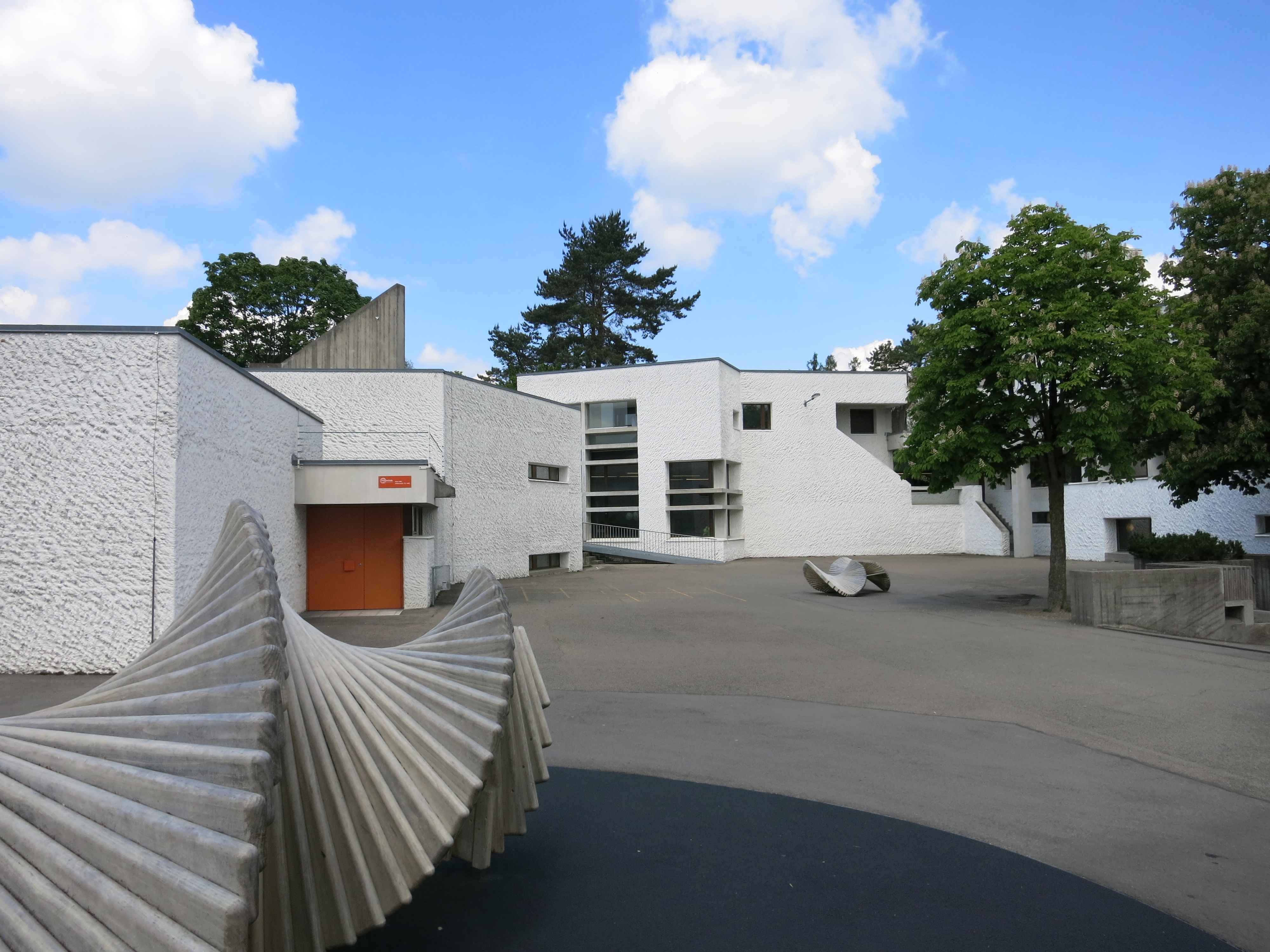
Schulhaus Staudenbühl, Seebach

- vor 1965: Boots- und Badehaus, Brunnen[3]
- 1967: Städtebauliches Konzept Siedlung Seldwyla, Zumikon[4]
- nach 1967: Häuser (1, 2, 5, 6, 7, 8, 9, 10, 11, 15, 18, 19, 26, 39) Siedlung Seldwyla, Zumikon[5]
- 1968: Primarschulhaus Staudenbühl, Zürich-Seebach[6]
- 1954–1970: Gemeindezentrum, Muttenz mit Fritz Schwarz[7][8][9]
- 1969–1971: Ferienhaus, Flims
- 1969–1971: Ferien- und Gästehaus, St. Moritz[10]
- um 1984: Siedlung Chriesmatt, Dübendorf[11]
- 1990–1995: Ergänzung der Siedlung Schüngelberg, Gelsenkirchen-Buer[12]
- Künstlerische Oberleitung – Siedlung Sandberg, Biberach[13]

## Schriften
- Bauen als Umweltzerstörung. Alarmbilder einer Unarchitektur der Gegenwart, Zürich 1973, ISBN 978-3-7608-8047-1.

## Zitate
- „Ich möchte ein Zuhause schaffen; eine Heimat zum Fuss fassen und Wurzeln schlagen.“[14]